# Škoda 10 cm Vz. 1914
Lo Škoda 10 cm Vz. 1914 o 10 cm Feldhaubitze M. 14 (10 cm FH 14) era un obice prodotto dalla Škoda per l'Imperial regio esercito austro-ungarico. Fu utilizzato largamente da numerose altre nazioni nel periodo interbellico e durante la seconda guerra mondiale.

## Storia

### Sviluppo
Questo pezzo fu realizzato nel 1914 dalla Škoda, che all'inizio del XX secolo era uno dei maggiori e migliori produttori di artiglierie. Adottato in sostituzione dell'obsoleto 10 cm Feldhaubitze M. 99 ad affusto rigido, tale arma costituì la spina dorsale dell'artiglieria per tutto il conflitto, dimostrando ottime doti complessive. Esso era un obice semplice, molto robusto e compatto, capace di sparare e operare a lungo senza problemi. Durante la guerra, nel 1916, ne fu prodotta una versione da montagna, trainabile e scomponibile in tre carichi, con prestazioni balistiche inalterate rispetto al modello da campagna e denominato Škoda 10 cm Vz. 1916 (10 cm Gebirgshaubitze M. 16).

### Servizio con l'Imperial regio esercito austro-ungarico
Il pezzo venne costruito, oltre che dalla Škoda, anche dalla Böhler di Kapfenberg, per un numero di 6 458 bocche da fuoco Vz. 14 e 346 bocche da fuoco Vz. 16. Inizialmente presso l'Imperiale e regio Esercito austro-ungarico esso venne assegnato ai reggimenti di obici da campagna ("Feldhaubitze-Regiment") di corpo d'armata; ad ogni corpo d'armata erano assegnati uno di questi reggimenti, su 4 batterie di 6 pezzi, e tre di cannoni campali ("Feldkanone-Regiment"); dal 1915 i reggimenti vennero assegnati a livello di divisione di fanteria. Nel pieno della Grande Guerra, furono attivati 36 reggimenti armati con questo obice.
Dopo la resa e la dissoluzione dell'Austria-Ungheria, oltre ad armare gli eserciti di Austria e di Polonia, diverse centinaia di questi obici sia nella versione campale che in quella da montagna passarono al Regno d'Italia come prede di guerra o come risarcimento. Le due armi furono ridenominate rispettivamente Obice da 100/17 Mod. 1914 e Mod. 1916. Successivamente un certo numero di questi pezzi fu ceduto dall'Italia alla Spagna.
Nel 1919 la Škoda realizzò per l'esercito cecoslovacco una versione del cannone campale con canna allungata a 24 calibri (22 secondo il sistema italiano)denominata Škoda 10 cm Vz. 1914/1919 che venne adottata da Polonia, Grecia e Jugoslavia. Questi vennero catturati e reimpiegati dalla Wehrmacht, che ne cedette alcuni al Regio Esercito durante la guerra.
L'annessione dell'Austria da parte della Germania nazista portò il 10 cm FH 14 negli arsenali della Wehrmacht, presso la quale fu ridenominato 10 cm leFH 14(ö), mentre i pezzi catturati agli italiani dopo l'armistizio di Cassibile furono designati 10 cm leFH 14(i).

### Servizio nel Regio Esercito
- granata a esplosivo da 100
- granata a doppio effetto da 100
- granata a pallette (shrapnel) da 100
- granata da 100 Mod. 32
- granata a doppio effetto da 100 Mod. 32
- granata a doppio effetto da 100 Mod. 36
- proietto perforante EP (effetto pronto - a carica cava)
- proietto perforante EPS (effetto pronto speciale - a carica cava)
- granata Mod. 23 (polacca)
- granata Mod. 28 (polacca)
- granata da 100 Mod. 32 a codolo vescicante
- granata da 100 Mod. 32 lacrimogena
- granata da 100 Mod. 32 fumogena
- granata da 100 Mod. 32 fumogeno-incendiaria
- granata da 100 Mod. 32 a recipiente irritante
- proiettile per scuola di tiro

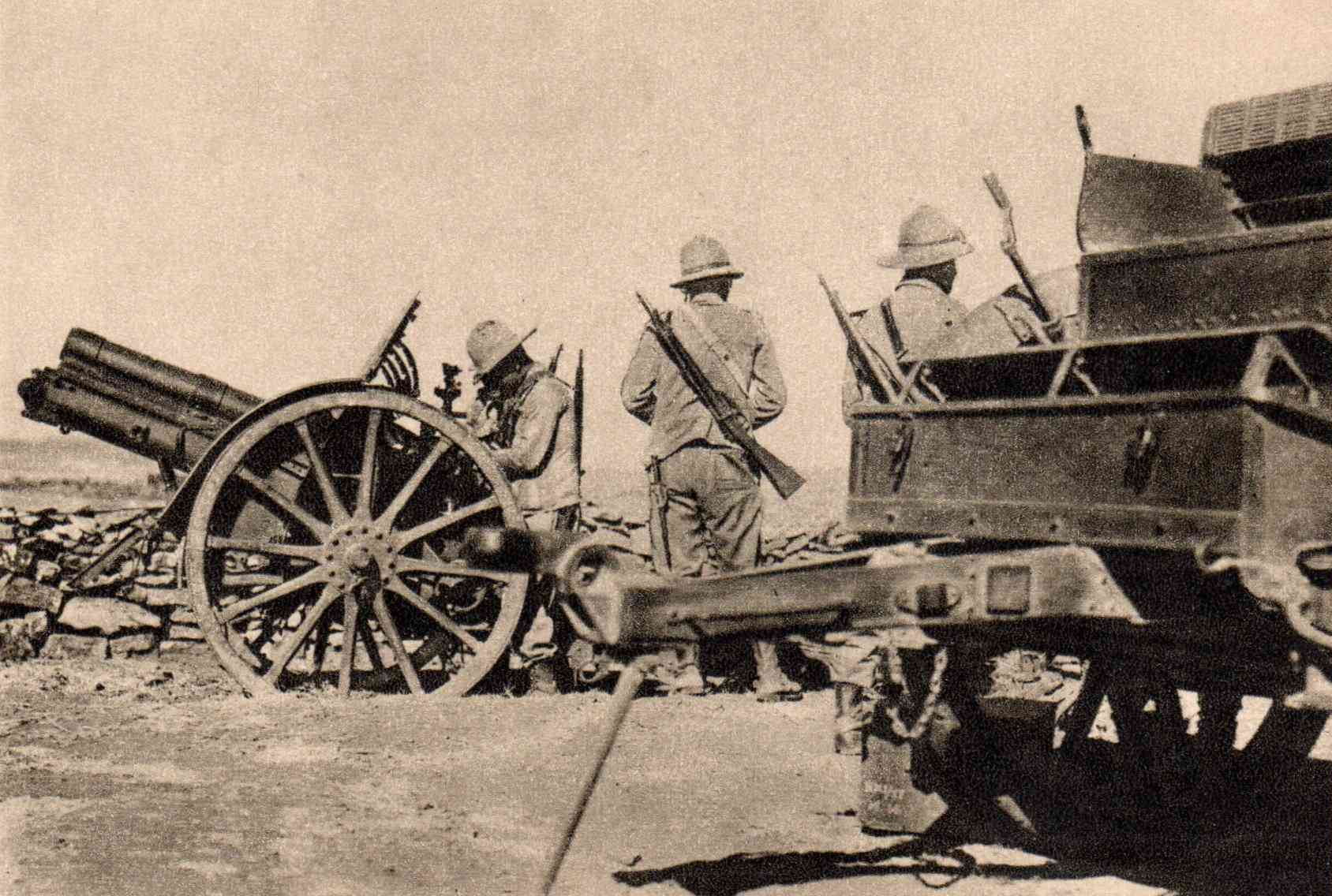
Un 100/17 Mod. 14 in azione nella prima battaglia del Tembien.

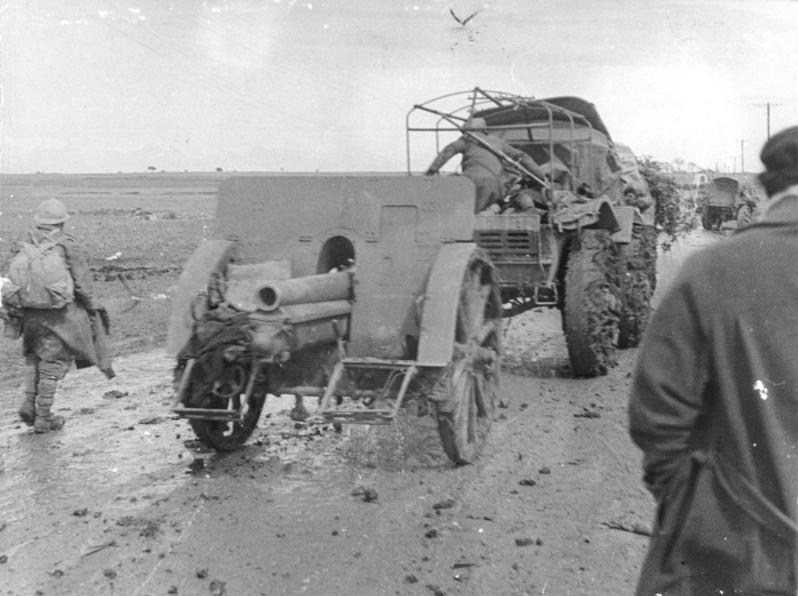
Un 100/17 Mod. 14 trainato da un Pavesi TL31 durante la guerra di Spagna

Dopo la fine della prima guerra mondiale l'Italia ne acquisì 1222 come preda bellica e altri 1472 come riparazione per i danni di guerra, di entrambi i modelli. I pezzi furono revisionati dall'Arsenale del Regio Esercito di Torino (ARET), che si avvalse anche della collaborazione di officine private. Tuttavia, fino al 1932, anno in cui fu messa a punto una nuova generazione di proiettili, l'impiego fu pesantemente limitato dalla mancanza di munizioni. Fra l'altro con i proiettili Mod. 32, dato il miglior profilo balistico degli stessi, la gittata del pezzo aumentava di circa 500 m nei confronti di quella del pezzo nel corso del servizio con l'imperiale e regio Esercito. Fu tentato anche, in analogia a quanto fatto in Cecoslovacchia con il Vz. 19, di migliorare la balistica del pezzo aumentando la lunghezza della canna a 22 calibri, tuttavia con questo accorgimento la gittata comunque non superò i 10 100 m. Inoltre per adattarli al traino meccanico, per alcuni pezzi Modello 14 furono sostituite le ruote in legno con ruote metalliche gommate semipneumatiche.
Il 100/17 fu impiegato dal Corpo Truppe Volontarie nella guerra civile spagnola con un numero non precisato di batterie; un certo numero di pezzi, con relativi trattori, furono lasciati all'esercito spagnolo.
I pezzi equipaggiavano molte batterie da posizione della Guardia alla Frontiera, mentre nel Regio Esercito vennero assegnati ad una batteria di ogni reggimento di artiglieria divisionale. All'inizio della seconda guerra mondiale il Regio Esercito e Guardia alla Frontiera avevano 1 325 obici Mod. 14 a traino animale o in postazione fissa, 199 obici Mod. 14 a traino meccanico e 181 obici da montagna Mod. 16. I pezzi utilizzati in Africa settentrionale risultarono inferiori come caratteristiche alle artiglierie campali britanniche (quali il 25 libbre). Le officine libiche del 12° Autoraggruppamento installarono il pezzo sull'autocarro Lancia 3Ro ottenendo l'autocannone 100/17 su Lancia 3Ro. Nel 1942 furono forniti dalla Germania pezzi di preda bellica polacca e iugoslava; comunque a giugno 1943 erano disponibili ancora 37 gruppi armati con obici Mod. 14 a traino meccanico.
Nonostante fosse estremamente carente per quanto riguardava le caratteristiche minime richieste ad un pezzo controcarri (ampio settore di tiro orizzontale ed alta velocità velocità iniziale), il pezzo fu comunque usato in tale ruolo e vennero approntati proiettili a carica cava (EP, disponibili dalla seconda metà del 1942 e EPS disponibili dal maggio 1943), efficaci anche contro i T-34 sovietici, mentre «...sulla torretta del KW1 (sic) ... con angolo di impatto 75° si sono ottenute lesioni gravi con distacco di grosso menisco e -in un caso- anche un foro passante di mm 10x2».
Oltre agli esemplari catturati dai tedeschi successivamente all'8 settembre 1943 (denominati 10 cm leFH 315(i), alcuni pezzi furono utilizzati da reparti della RSI: è documentato l'utilizzo di un batteria armata di 100/17 della RSI nella zona di Bocca di Magra

### Servizio nell'Esercito Italiano

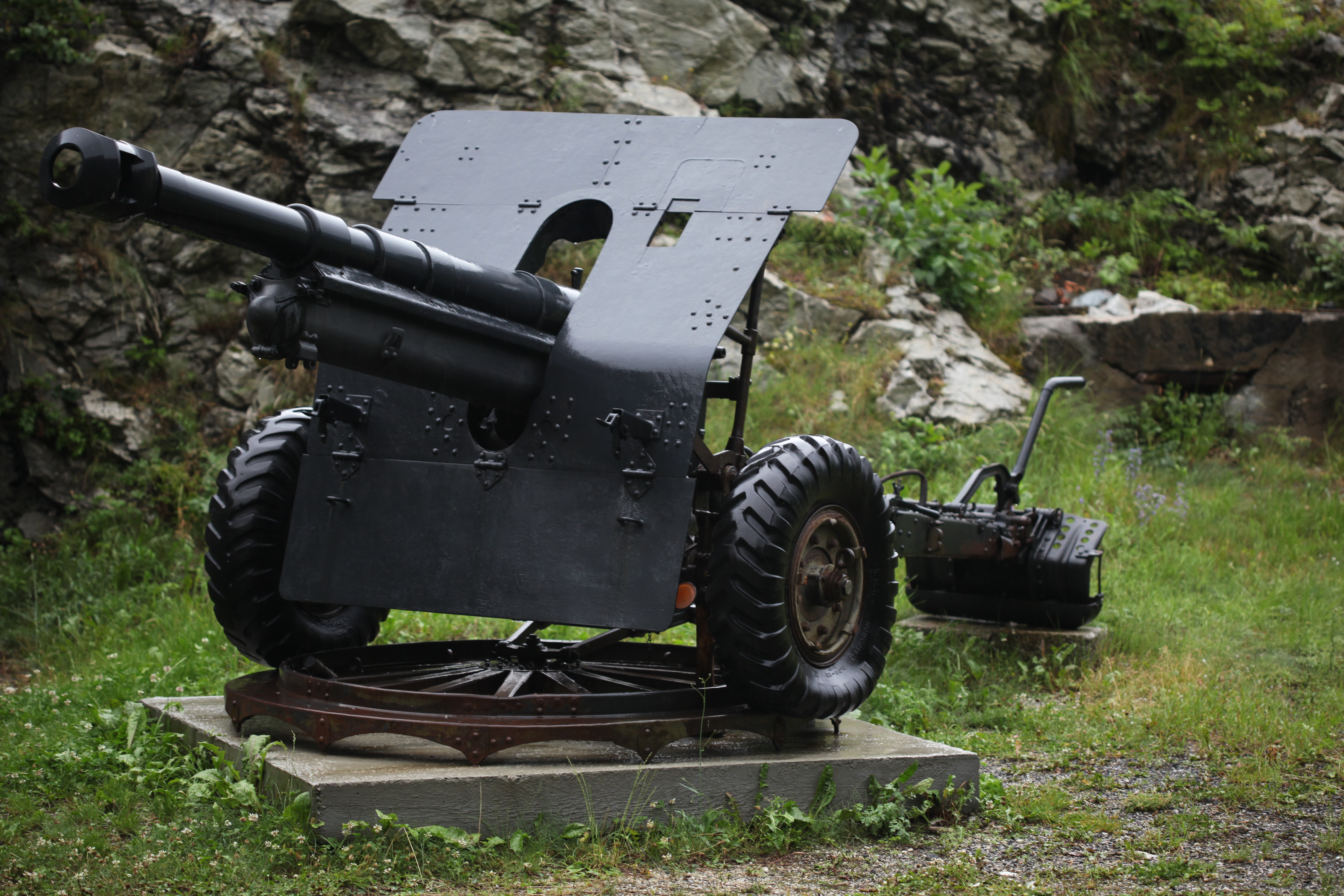
Un 100/17 Mod. 14/61

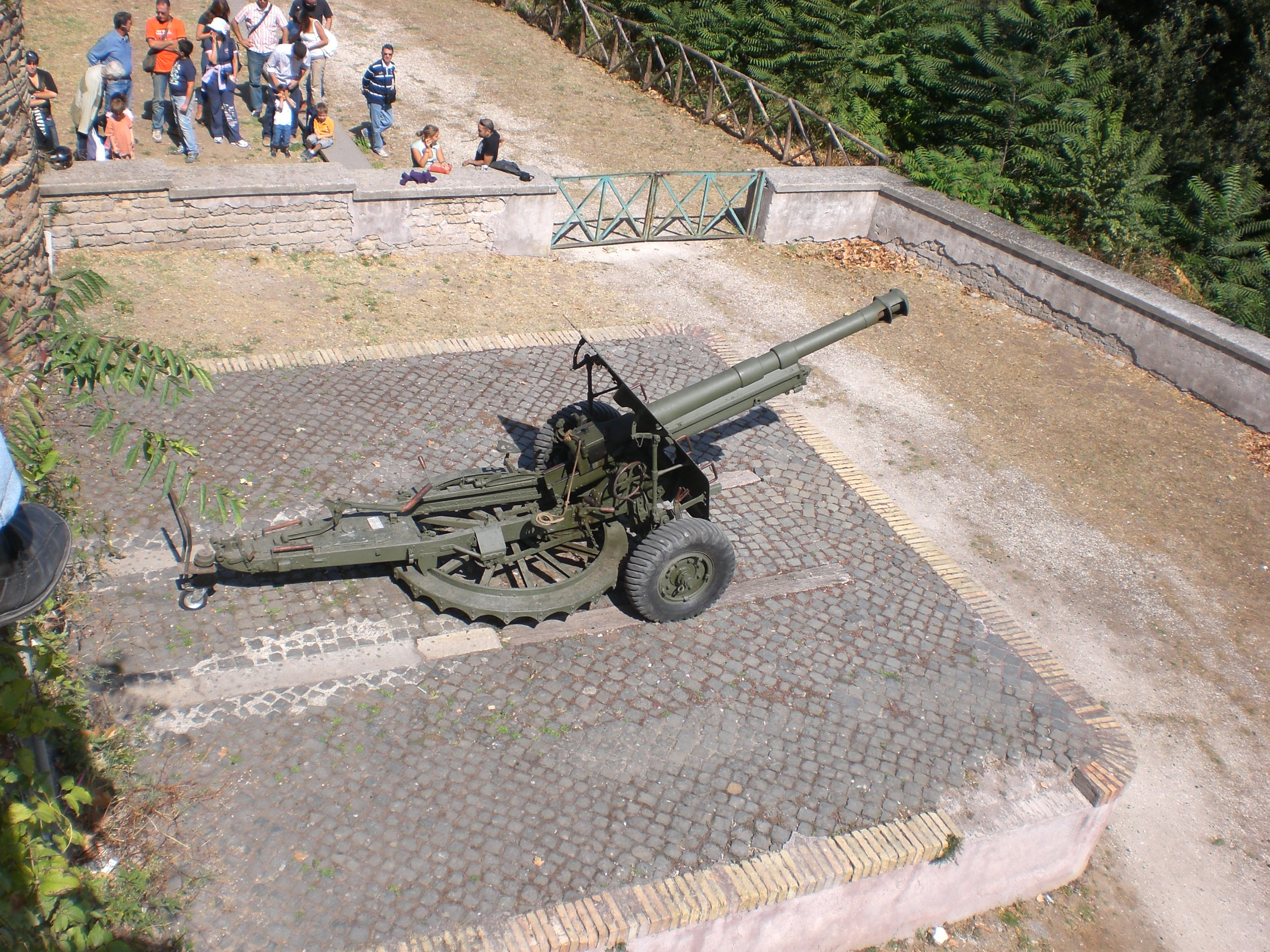
Obice da 105/22 Mod. 14/61 del Gianicolo

Nel dopoguerra il pezzo fu adattato all'uso come artiglieria da montagna, con le denominazioni "100/17 Mod. 14 mont" e "100/17 Mod. 16 mont" dopo una serie di modifiche effettuate presso l'Arsenale militare di Napoli. L'affusto venne dotato di ruote pneumatiche ed il trasporto veniva effettuato in due carichi (bocca da fuoco-culla e affusto-scudo).
Successivamente il pezzo operò in Somalia (una batteria) con il Corpo di Sicurezza Italiano (AFIS).
Nella seconda metà degli anni cinquanta l'obice venne ulteriormente modificato per il servizio nell'Esercito Italiano con le versioni "100/17 Mod. 14/16/50" da montagna e "100/17 Mod. 14/50" da campagna, adattato al traino meccanico e fornito di piattaforma di tiro circolare.
- M1 granata ad alto esplosivo
- M60 proietto nebbiogeno-incendiario
- M84 proietto nebbiogeno
- M314 proietto illuminante
- M67 granata controcarro a carica cava
- STRL da esercitazione

Successivamente la bocca da fuoco fu modificata aggiungendo un manicotto per allungare la canna, ricalibrandola per l'uso di munizionamento NATO, portando la canna al calibro 105/22 (105/22 Modello 14/61) ed ampliando il settore di tiro in elevazione (+65°). Alla volata fu aggiunto un freno di bocca due luci. Con questo pezzo era possibile sparare con un'elevazione fino a 55° con la carica 6 (carica massima) e fino a 65° con carica 5. La sala, le ruote e la piattaforma circolare di brandeggio erano quelle dell'Ordnance QF 25 lb britannico. Questo pezzo operò con i gruppi da campagna delle divisioni motorizzate. Le prestazioni di questo pezzo erano superiori a quelle dell'M101 statunitense di pari calibro sia in ampiezza del settore di tiro (senza utilizzare la piattaforma di brandeggio) sia in leggerezza del complesso.
Nel corso degli anni sessanta il 105/22 Mod. 14/61 fu passato in riserva, ma era ancora considerato in dotazione nel 1984, il pezzo fu radiato e alienato successivamente allo scioglimento del patto di Varsavia.
L'unico pezzo attualmente (2009) in servizio è un 105/22 Mod. 14/61 che si trova a Roma sul Gianicolo, che dal 1991 spara il quotidiano colpo di cannone a salve per indicare il mezzogiorno nella capitale.

## La tecnica
La bocca da fuoco era su un corpo (canna) dotato di 3 cerchiature con guide a zampa per lo scorrimento sulle lisce, supportate direttamente dalla culla. Questa conteneva il freno di sparo idro-pneumatico a manicotto rotante con recuperatore a molla. Le lisce erano protette da polvere ed altro sporco con strisce di lamiera avviate alle cerchiature. Sebbene generalmente le bocche da fuoco fossero in un pezzo unico di acciaio, alcune erano in bronzo fucinato o in bronzo o acciaio con anima di acciaio. Il meccanismo di chiusura era dato da un otturatore a cuneo a scorrimento orizzontale, con manovra rapida semiautomatica che garantiva la chiusura grazie al bossolo in ottone della carica di lancio.

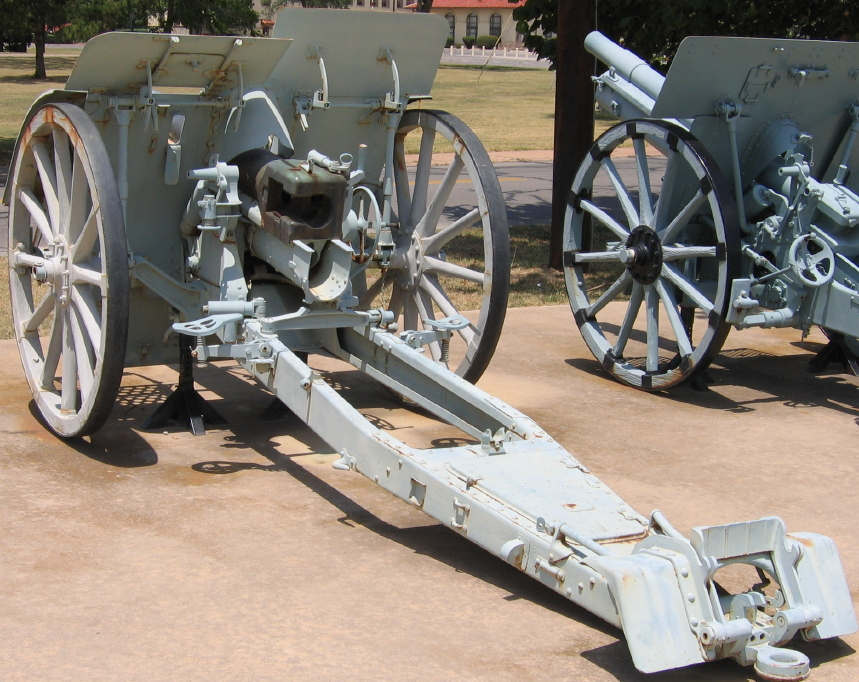
Un Vz. 14

L'affusto era a coda unica, aperta al centro per permettere il rinculo con alti angolo di tiro; sulla testata d'affusto era fissata una piastra su cui era incernierato l'affustino. L'affusto era collegato alla sala che portava ruote di legno a 12 razze, da 1 300 mm di diametro. Sull'affusto erano fissati lo scudo di spessore 4,7 mm, i seggiolini di tiro, il vomere e l'occhione per il traino. Lo scudo, costituito da un elemento inferiore e due elementi incernierati superiormente, era munito di una finestra ed una feritoia di tiro protette da portelli per i sistemi di puntamento; anteriormente ad esso erano fissati ai lati del cannone due sedili per serventi. L'affustino supportava le orecchioniere a cui era collegata la culla per mezzo di due fiancate verticali in lamiera. Inoltre all'affustino erano applicati due bracci a forcella per il supporto degli equilibratori della culla. La culla sosteneva la bocca da fuoco durante il movimento di rinculo e di ritorno. I due orecchioni su cui era imperniato l'affustino erano solidali alla culla e regolati dal congegno di elevazione a ruota dentata.
All'orecchione destro era applicato il congegno di regolazione del rinculo, che automaticamente variava la lunghezza del rinculo in funzione dell'inclinazione della bocca da fuoco. Il congegno di rinculo regolabile permetteva settori verticali di tiro molto ampi, sebbene l'affusto fosse a coda unica.
Il puntamento era a tamburo con cannocchiale panoramico.
Il munizionamento era del tipo a cartoccio bossolo, con proietto separato dalla carica di lancio, che era contenuta in un bossolo di ottone. Erano disponibili 6 cariche di potenza diversa.
Il cannone era operato da sei serventi. Il pezzo, pesante in batteria con scudi 1 417 kg, veniva trainato da tre pariglie previo aggancio ad un avantreno, sul quale erano trasportati cinque casse contenenti ognuna 3 proietti e 3 cartocci a bossolo. Il pezzo di tale vettura completa era di 2 370 kg. Negli anni trenta presso il Regio Esercito venne adattato al traino meccanico con Pavesi TL31 e Fiat-SPA TL37; in questo caso il pezzo veniva caricato su un carrellino ad un asse ammortizzato, che in caso di terreno difficile poteva essere usato come avantreno. Per il traino in montagna il pezzo veniva scomposto in tre carichi su tre diversi carrelli:
- traino d'affusto: peso: 500 kg, carreggiata: 1,07 m;
- traino d'obice e culla: peso: 975 kg, carreggiata 1,07 m;
- traino dello scudo: peso 660 kg, carreggiata: 1,07.[16]

La batteria da 100/17 Mod. 14 composta da 4 obici, 2 mitragliatrici per la difesa ravvicinata e 4 cassoni portamunizioni. Essa in convoglio si stendeva per 185 m e poteva muovere su strada alla velocità di 8 km/h.

## Pezzi ancora esistenti
Alcuni obici delle varie serie sono ancora in mostra presso monumenti e musei:
- Obice 100/17 Mod. 16 presso il Sacrario di Redipuglia[15].
- Obice 100/17 Mod. 14/50 su piattaforma circolare presso il Museo nazionale dell'Artiglieria a Torino[17].
- Obice 100/17 Mod. 1914 Museo storico degli Alpini, sul Doss di Trento[17]
- Obice 100/17 presso il Rifugio Angelo Bosi a monte Piana.
- Obice 100/17 Mod. 14 ed Obice 100/17 Mod. 16 presso Forte Ardietti a Ponti sul Mincio.
- Obice 100/17 Mod. 14 ed Obice 100/17 Mod. 14/61 presso la Croce Arcana.
- Obice 105/22 Mod. 14/61 presso il Museo di Piana delle Orme a Latina[17].
- Obice 105/22 Mod. 14/61 al Gianicolo ancora operativo.